# Code 39
Code 39 (также известный как «USS Code 39», «Code 3/9», «Code 3 of 9», «USD-3», «Alpha39») — штрихкодовое обозначение, которым можно закодировать большие латинские буквы (от A до Z), цифры (от 0 до 9) и некоторые специальные символы (например, знак доллара '$').
Технические требования к символике штрихового кода Code 39, показатели символики, кодирование знаков данных, размеры, алгоритмы декодирования, параметры применения и строки-префиксы и идентификатора символики в России регламентируются ГОСТ 30742-2001 (ИСО/МЭК 16388—99) «Автоматическая идентификация. Кодирование штриховое. Спецификация символики Code 39 (Код 39)».

## Структура Code 39
Структура штрихкода Code 39 состоит из шести зон:
- Белое (свободное) поле;
- Стартовый символ (Start);
- Кодированная информация;
- Проверочный символ (контрольная сумма) – необязательный параметр;
- Остановочный (Stop) символ;
- Белое (свободное) поле.

Межзнаковый интервал (пробел) отделяет знаки в символе.
Каждый символ состоит из 9 полосок, из которых 3 широкие (одна белая и 2 чёрных). Ширина широкой полоски может составлять от 2 до 3 ширин узкой. Стартовый и остановочный символы одинаковые, кодируются также, как и символы и обозначаются значком "*" — звёздочка. 

Штрихкод стандарта Code 39, в отличие от Code 128, может не содержать контрольного знака, что допускается соответствующим стандартом.
В случаях, когда необходимо повысить надёжность кодируемых данных, используется контрольный знак, который располагается между последним знаком данных и знаком «Stop». Контрольный знак вычисляется как сумма значений всех знаков символа по модулю 43.
Так как по стандарту между символами находится пробел, ширина которого не несёт информации, Code 39 может быть задан шрифтом в обычном текстовом редакторе. В этом случае необходимо в начале и в конце кодируемой последовательности добавить звёздочку "*".